# Robert Stiassny
Robert Stiassny (* 29. Juli 1862 in Wien; † 26. Februar 1917 ebenda) war ein österreichischer Kunsthistoriker.
Robert Stiassny wurde im Juli 1862 als drittes Kind von Adolf Adolph Stiassny (1825–1906) und dessen Ehefrau Katharina geb. Weinberger (1830–1865) in Wien geboren. Er verlor seine Mutter bereits im Alter von drei Jahren. 
Er war Kustos des Abgußmuseums der Wiener Akademie und Privatdozent an der Technischen Hochschule Wien.
Stiassnys Arbeitsschwerpunkt war die österreichische Kunstgeschichte des 15. und 16. Jahrhunderts. Sein bekanntestes Werk galt dem Altar von Michael Pacher in St. Wolfgang im Salzkammergut. Das noch nicht fertiggestellte Werk wurde nach dem Tode von Robert Stiassny von Hans Tietze beendet und 1919 in Wien bei Schroll herausgebracht. 
Stiassny starb nach kurzer Krankheit im Februar 1917 im Alter von 54 Jahren. Er war unverheiratet. 

## Veröffentlichungen
- Hans Makart und seine bleibende Bedeutung, Leipzig 1886.
- Hans Baldung Griens Wappenzeichnungen in Coburg, Wien 1896.
- Ein mittelalterlicher Alpenkünstler. Berlin 1897.
- Altsalzburger Tafelbilder, Prag 1903.
- Michael Pacher’s St. Wolfganger Altar, Wien 1919.
- Baustudien und Baubilder: Schriften zur Kunst/Josef Bayer. Aus dem Nachlass hrsg. von Robert Stiassny.